# Bệnh viện Lộc Ninh
Bệnh viện Lộc Ninh là một di tích lịch sử - văn hoá do Pháp chủ trương xây dựng trong khoảng thời gian Thập niên 1930 trên địa bàn tỉnh Thủ Dầu Một; nay thuộc phạm vi Lộc Ninh, Bình Phước, Việt Nam. Di tích này nay thuộc sự quản lý của Sở Văn hóa, Thể thao và Du lịch Tỉnh Bình Phước và được Ủy ban nhân dân Tỉnh Bình Phước vào ngày 07 tháng 09 năm 2012.

## Lịch sử hình thành

### Xây dựng và sử dụng
Năm 1936, người Pháp cho xây dựng Hopital de Loc Ninh - Bệnh viện Lộc Ninh để khám chữa bệnh cho chủ đồn điền, quản lý, phu cao su và nhân dân thuộc các đồn điền Pháp quản lý.
Từ năm 1939-1972, Bệnh viện Lộc Ninh có tên gọi chính thức là Hopital de Loc Ninh, riêng phu cao su và nhân dân trong khu vực gọi là Nhà thương làng 5 hay bệnh viện Cinp gen, Bệnh viện Lộc Tấn.
Năm 1972, huyện Lộc Ninh giải phóng, Hopital de Loc Ninh được tiếp quản và đổi tên thành Bệnh viện Lộc Ninh, hoạt động theo mô hình bệnh viện quân - dân y kết hợp.
Trong chiến tranh biên giới Tây Nam (1977-1979), Bệnh viện Lộc Ninh đã kịp thời cứu chữa cho thương binh, bệnh binh và kiều bào từ Campuchia về lánh nạn diệt chủng Pol Pot.
Từ năm 1979 - 2008, Bệnh viện Lộc Ninh là điểm khám, chữa bệnh cho cán bộ, nhân dân trong huyện Lộc Ninh.
Tháng 9-2008, Bệnh viện Lộc Ninh chuyển về địa điểm mới xây dựng tại đường Phạm Ngọc Thạch, TT. Lộc Ninh và đổi tên thành Trung tâm y tế huyện Lộc Ninh. Địa điểm cũ Bệnh viện Lộc Ninh được giữ làm di tích (công trình kiến trúc thời Pháp thuộc).

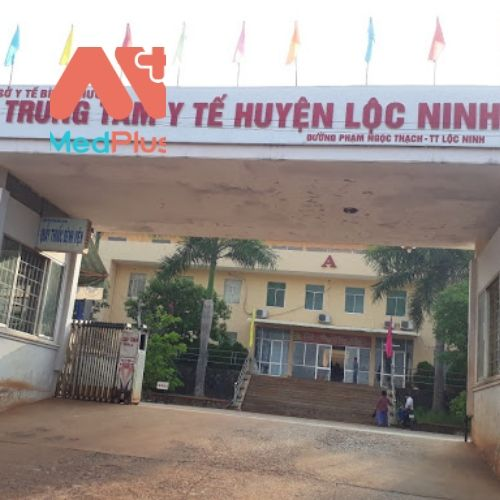
Trụ sở của Trung tâm y tế huyện Lộc Ninh

### Công nhận di tích
Ngày 29 tháng 5 năm 2012, Ủy ban nhân dân Tỉnh Bình Phước có quyết định công nhận xếp hạng di tích cấp tỉnh Bệnh viện Lộc Ninh - công trình kiến trúc thời Pháp.

## Đặc điểm
Bệnh viện Lộc Ninh có kiến trúc nhà mái vòm độc đáo và chiều dày gần 1 thế kỷ. Với kiến trúc độc đáo nhà mái vòm, được thiết kế khoa học, quy hoạch chi tiết, hợp lý, di tích Bệnh viện Lộc Ninh ngoài giá trị lịch sử còn có giá trị nghệ thuật cao. Đây cũng là công trình y tế có quy mô lớn với chiều dài gần 1 thế kỷ trên đất Bình Phước.

## Tình trạng
Từ sau khi được công nhận, di tích Bệnh viện Lộc Ninh rơi vào tình trạng “vườn không nhà trống”. Cảnh hoang phế bao trùm khuôn viên. Các kết cấu bê tông mái vòm vỡ lở từng mảng, cột trụ hành lang bong tróc trơ sắt rỉ sét, nhiều cánh cửa không còn,... Người dân tận dụng đất khuôn viên để canh tác làm phá vở cảnh quan công trình.
Hiện nay di tích vẫn chưa được tu sửa, bảo quản để không trở thành phế tích.